# Ultraísmo
Ultraísmo é uma vanguarda poética surgida em Madrid em 1918, que tinha como principal objetivo sintetizar todas as tendências da vanguarda mundial com o mesmo desejo de ruptura e desejo de novidade.

## Características
Os poetas ultraístas buscaram:
- Sobrevalorização da imagem e da metáfora, tornando-as muitas vezes  múltiplas (várias incluídas em uma só).
- Inovação na tipografia: o uso de espaços em branco e ausência de sinais de pontuação.
- Supressão da rima e até mesmo o ritmo.

## Fonte da tradução
- Este artigo foi inicialmente traduzido, total ou parcialmente, do artigo da Wikipédia em galego cujo título é «Ultraísmo».